# UCI Àfrica Tour 2010-2011
L'UCI Àfrica Tour 2010-2011 és la setena edició de l'UCI Àfrica Tour, un dels cinc circuits continentals de ciclisme de la Unió Ciclista Internacional. Està format per vint-i-tres proves, organitzades entre el 6 d'octubre de 2010 i el 24 de juliol de 2011 a l'Àfrica.
El vencedor final fou el marroquí Adil Jelloul. La classificació per equips fou pel GS Pétrolier, mentre que les classificacions per països foren pel Marroc i Sud-àfrica.

## Evolució del calendari

### Octubre de 2010
| Data  | Cursa                   | Cat. | Vencedor       | Equip              |
| ----- | ----------------------- | ---- | -------------- | ------------------ |
| 6-9   | Gran Premi Chantal Biya | 2.2  | Martinien Tega | SNH Vélo Club      |
| 22-31 | Tour de Faso            | 2.2  | Julien Schick  | Team Reine Blanche |

### Novembre de 2010
| Data  | Cursa                                                 | Cat. | Vencedor                                                                 | Equip    |
| ----- | ----------------------------------------------------- | ---- | ------------------------------------------------------------------------ | -------- |
| 4     | Les Challenges de la Marche Verte - GP Sakia El Hamra | 1.2  | Mouhssine Lahsaïn                                                        | Marroc A |
| 5     | Les Challenges de la Marche Verte - GP Oued Eddahab   | 1.2  | Abdelati Saadoune                                                        | Marroc B |
| 6     | Les Challenges de la Marche Verte - GP Al Massira     | 1.2  | Tarik Chaoufi                                                            | Marroc A |
| 10    | Campionat d'Àfrica de contrarellotge per equips       | CC   | Ferekalsi Debessay · Meron Russom · Tesfai Teklit · Daniel Teklehaymanot | Eritrea  |
| 12.   | Campionat d'Àfrica de contrarellotge                  | CC   | Daniel Teklehaymanot                                                     | Eritrea  |
| 14    | Campionat d'Àfrica en ruta                            | CC   | Daniel Teklehaymanot                                                     | Eritrea  |
| 17-25 | Tour de Ruanda                                        | 2.2  | Daniel Teklehaymanot                                                     | Eritrea  |

### Gener de 2011
| Data  | Cursa                  | Cat. | Vencedor         | Equip    |
| ----- | ---------------------- | ---- | ---------------- | -------- |
| 25-30 | Tropicale Amissa Bongo | 2.1  | Anthony Charteau | Europcar |

### Febrer de 2011
| Data  | Cursa              | Cat. | Vencedor          | Equip              |
| ----- | ------------------ | ---- | ----------------- | ------------------ |
| 19-26 | Volta a Sud-àfrica | 2.2  | Kristian House    | Rapha Condor-Sharp |
| 27-7  | Tour del Camerun   | 2.2  | Oumarou Minoungou | Burkina Faso       |

### Març de 2011
| Data | Cursa           | Cat. | Vencedor           | Equip  |
| ---- | --------------- | ---- | ------------------ | ------ |
| 25-3 | Volta al Marroc | 2.2  | Mouhssine Lahsaini | Marroc |

### Abril de 2011
| Data | Cursa                                              | Cat. | Vencedor        | Equip                |
| ---- | -------------------------------------------------- | ---- | --------------- | -------------------- |
| 7    | Les Challenges Phosphatiers - Challenge Khouribga  | 1.2  | Maroš Kováč     | Dukla Trenčín Merida |
| 8    | Les Challenges Phosphatiers - Challenge Youssoufia | 1.2  | Adil Jelloul    | Marroc               |
| 9    | Les Challenges Phosphatiers - Challenge Ben Guerir | 1.2  | Hassan Zahboune | Marroc               |

### Maig de 2011
| Data | Cursa                                         | Cat. | Vencedor           | Equip        |
| ---- | --------------------------------------------- | ---- | ------------------ | ------------ |
| 6    | Challenge du Prince - Trofeu del Príncep      | 1.2  | Azedine Lagab      | GS Pétrolier |
| 7    | Challenge du Prince - Trofeu de l'Aniversari  | 1.2  | Volodímir Bileka   | Amore & Vita |
| 8    | Challenge du Prince - Trofeu de la Casa Reial | 1.2  | Vladislav Boríssov | Amore & Vita |

### Juny de 2011
| Data  | Cursa                    | Cat. | Vencedor             | Equip        |
| ----- | ------------------------ | ---- | -------------------- | ------------ |
| 11-12 | Kwita Izina Cycling Tour | 2.2  | Daniel Teklehaymanot | Eritrea      |
| 27-1  | Tour d'Algèria           | 2.2  | Azzeddine Lagab      | GS Pétrolier |

### Juliol de 2011
| Data  | Cursa           | Cat. | Vencedor        | Equip        |
| ----- | --------------- | ---- | --------------- | ------------ |
| 2     | Circuit d'Alger | 1.2  | Azzeddine Lagab | GS Pétrolier |
| 20-24 | Tour d'Eritrea  | 2.2  | Meran Russan    | Eritrea      |

### Proves anul·lades
| Data           | Prova                          | Cat. |
| -------------- | ------------------------------ | ---- |
| 6-12 de febrer | Tour de Mali                   | 2.2  |
| 8-13 de febrer | Volta a Egipte                 | 2.2  |
| 15 de febrer   | Gran Premi de Xarm al xeic     | 1.2  |
| 7-11 de març   | Giro del Cap                   | 1.2  |
| 12-16 de març  | Volta a Líbia                  | 1.2  |
| 18 de març     | Gran Premi d'Al Fatah          | 1.2  |
| 19-24 d'abril  | Tour ivorià de la Pau          | 2.1  |
| 12 de setembre | Copa d'Omar Mokhtar Water Tank | 1.2  |
| 13 de setembre | Copa d'Agdabia Water Tank      | 1.2  |
| 15 de setembre | Copa d'Al Gurdabiya Water Tank | 1.2  |
| 16 de setembre | Copa de Bu Zayan Water Tank    | 1.2  |

## Classificacions finals
| Pos | Ciclista                   | Equip        | Punts  |
| --- | -------------------------- | ------------ | ------ |
| 1   | Adil Jelloul (MAR)         | -            | 446    |
| 2   | Daniel Teklehaimanot (ERI) | -            | 325,67 |
| 3   | Azzeddine Lagab (ALG)      | GS Pétrolier | 248,33 |
| 4   | Tarik Chaoufi (MAR)        | -            | 203    |
| 5   | Mouhssine Lahsaini (MAR)   | -            | 184    |
| 6   | Abdelati Saadoune (MAR)    | -            | 124    |
| 7   | Ferekalsi Debessay (ERI)   | -            | 120,67 |
| 8   | Anthony Charteau (FRA)     | Europcar     | 112    |
| 9   | Johann Rabie (RSA)         | Team Bonitas | 109    |
| 10  | Natnael Berhane (ERI) *    | -            | 106    |

| Pos. | Equip                | País       | Punts  |
| ---- | -------------------- | ---------- | ------ |
| 1    | GS Pétrolier         | Algèria    | 463,66 |
| 2    | Europcar             | França     | 197    |
| 3    | Team Bonitas         | Sud-àfrica | 188,34 |
| 4    | MTN Qhubeka          | Sud-àfrica | 175.67 |
| 5    | Rapha Condor-Sharp   | Regne Unit | 150    |
| 6    | Amore & Vita         | Ucraïna    | 129    |
| 7    | FDJ                  | França     | 94     |
| 8    | Team NetApp          | Alemanya   | 75     |
| 9    | Miche-Guerciotti     | Itàlia     | 70     |
| 10   | Dukla Trenčín Merida | Eslovàquia | 58     |

| Pos | País         | Punts  |
| --- | ------------ | ------ |
| 1   | Marroc       | 1,212  |
| 2   | Eritrea      | 806,68 |
| 3   | Sud-àfrica   | 581,67 |
| 4   | Algèria      | 548,99 |
| 5   | Burkina Faso | 300    |
| 6   | Camerun      | 202    |
| 7   | Namíbia      | 149.67 |
| 8   | Angola       | 140    |
| 9   | Lesotho      | 140    |
| -   | Zimbàbue     | 140    |

| Pos | País         | Punts  |
| --- | ------------ | ------ |
| 1   | Sud-àfrica   | 193,34 |
| 2   | Algèria      | 146    |
| 3   | Eritrea      | 141    |
| 4   | Camerun      | 32     |
| 5   | Burkina Faso | 30     |
| 6   | Etiòpia      | 27     |
| 7   | Marroc       | 22     |
| 8   | Lesotho      | 21     |
| 9   | Tunísia      | 18     |
| 10  | Angola       | 14     |